# Abramo da Montorfano
Abramo da Montorfano (fl. XV secolo) è stato un pittore italiano.

## Biografia
Pittore di Montorfano, nel comasco, la sua presenza è documentata a Milano nel 1430, dove stava eseguendo «piccoli lavori di pittura» per la Fabbrica del Duomo. Della sua vita e delle sue opere si hanno notizie frammentarie. Era nonno di Donato Montorfano.